# Diocesi di Sivagangai
La diocesi di Sivagangai (in latino Dioecesis Sivagangaiensis) è una sede della Chiesa cattolica in India suffraganea dell'arcidiocesi di Madurai. Nel 2022 contava 182.150 battezzati su 3.123.623 abitanti. È retta dal vescovo Lourdu Anandam.

## Territorio
La diocesi comprende i distretti civili di Sivaganga e Ramanathapuram nello stato indiano del Tamil Nadu.
Sede vescovile è la città di Sivaganga, dove si trova la cattedrale di Alangara Annai. A Orur (o Oriyur), luogo del martirio di San Giovanni de Britto, sorge la basilica minore a lui dedicata.
Il territorio è suddiviso in 82 parrocchie.

## Storia
La diocesi è stata eretta il 3 luglio 1987 con la bolla Quae maiori di papa Giovanni Paolo II, ricavandone il territorio dall'arcidiocesi di Madurai.
Il 20 aprile 1988, con la lettera apostolica Constat Sanctum, lo stesso papa Giovanni Paolo II ha confermato San Giovanni de Britto patrono principale della diocesi.

## Cronotassi dei vescovi
Si omettono i periodi di sede vacante non superiori ai 2 anni o non storicamente accertati.
- Edward Francis † (3 luglio 1987 - 1º settembre 2005 ritirato)
- Jebalamai Susaimanickam (1º settembre 2005 succeduto - 25 settembre 2020 ritirato)
  - Sede vacante (2020-2023)[3]
- Lourdu Anandam, dal 21 settembre 2023

## Statistiche
La diocesi nel 2022 su una popolazione di 3.123.623 persone contava 182.150 battezzati, corrispondenti al 5,8% del totale.
| anno | popolazione | popolazione | popolazione | presbiteri | presbiteri | presbiteri | presbiteri                | diaconi | religiosi | religiosi | parrocchie |
| anno | battezzati  | totale      | %           | numero     | secolari   | regolari   | battezzati per presbitero | diaconi | uomini    | donne     | parrocchie |
| ---- | ----------- | ----------- | ----------- | ---------- | ---------- | ---------- | ------------------------- | ------- | --------- | --------- | ---------- |
| 1990 | 174.550     | 2.142.635   | 8,1         | 78         | 54         | 24         | 2.237                     |         | 38        | 267       | 47         |
| 1999 | 189.374     | 2.460.030   | 7,7         | 102        | 78         | 24         | 1.856                     |         | 55        | 450       | 58         |
| 2000 | 199.872     | 2.460.030   | 8,1         | 103        | 79         | 24         | 1.940                     |         | 60        | 457       | 59         |
| 2001 | 202.477     | 2.667.041   | 7,6         | 107        | 83         | 24         | 1.892                     |         | 48        | 338       | 59         |
| 2002 | 204.064     | 2.880.905   | 7,1         | 129        | 96         | 33         | 1.581                     |         | 53        | 372       | 59         |
| 2003 | 206.861     | 3.116.363   | 6,6         | 141        | 105        | 36         | 1.467                     |         | 56        | 386       | 59         |
| 2004 | 225.548     | 2.479.560   | 9,1         | 140        | 100        | 40         | 1.611                     |         | 87        | 350       | 60         |
| 2010 | 183.227     | 2.640.000   | 6,9         | 142        | 97         | 45         | 1.290                     |         | 104       | 394       | 70         |
| 2014 | 191.478     | 2.692.546   | 7,1         | 157        | 94         | 63         | 1.219                     |         | 90        | 415       | 78         |
| 2017 | 182.344     | 2.727.000   | 6,7         | 153        | 93         | 60         | 1.191                     |         | 105       | 435       | 81         |
| 2020 | 180.812     | 3.163.997   | 5,7         | 162        | 102        | 60         | 1.116                     |         | 104       | 442       | 82         |
| 2022 | 182.150     | 3.123.623   | 5,8         | 177        | 98         | 79         | 1.029                     |         | 130       | 453       | 82         |